# Antonio Chalbaud Biscaia
Antonio Chalbaud Biscaia (Curitiba, 12 de junho de 1909 – Curitiba, 4 de outubro de 1982) foi um advogado, professor e político brasileiro. Atuou como deputado federal pelo Paraná entre 1956 e 1958.

## Biografia
De origem étnica basca, galo-espanhola e, mais remotamente, portuguesa, filho de João dos Santos Biscaia e Josefina Chalbaud, estudou, em sua infância e juventude, no Colégio Júlio Teodorico e no Ginásio Paranaense. Obteve o grau de bacharel em Direito pela Faculdade de Direito do Paraná em 1933. Foi diretor da revista Paraná Judiciário. Casou-se com Francisca Odette Castellano Biscaia, com quem teve cinco filhos.
Foi docente de direito comercial na Faculdade de Direito da atual Universidade Federal do Paraná, entre 1952 e 1953, e professor titular na Pontifícia Universidade Católica do Paraná, para a mesma disciplina.
Atuou como procurador-geral de Justiça nos anos de 1949, 1950 e 1959. Trabalhou também como promotor público nos municípios de Carlópolis, Morretes, Tomazina, Palmeira e Curitiba.
Foi presidente da Caixa de Assistência dos Advogados da Ordem dos Advogados do Brasil, seção Paraná, de 1964 até o ano de sua morte. Em 1965 tornou-se diretor jurídico do Fundo Municipal de Telefones, representando os advogados, cargo que exerceu até 1973.

## Carreira política
Foi eleito suplente de deputado para a Assembleia Constituinte do Paraná em 1947 e para a Assembleia Legislativa em 1950. Em 1954 foi candidato a deputado federal pelo PTB, ficando novamente na suplência. Assumiu como deputado federal em duas ocasiões, substituindo Mário Gomes da Silva, entre abril de 1954 a junho de 1957 e entre julho de 1957 a agosto de 1958, onde foi membro Comissão de Finanças da Câmara dos Deputados e ocupou o cargo de presidente de uma CPI para apurar deficiências no sistema penitenciário do Distrito Federal.